# Filattiera
Filattiera est une commune italienne de la province de Massa-Carrara, dans la région Toscane.

## Histoire

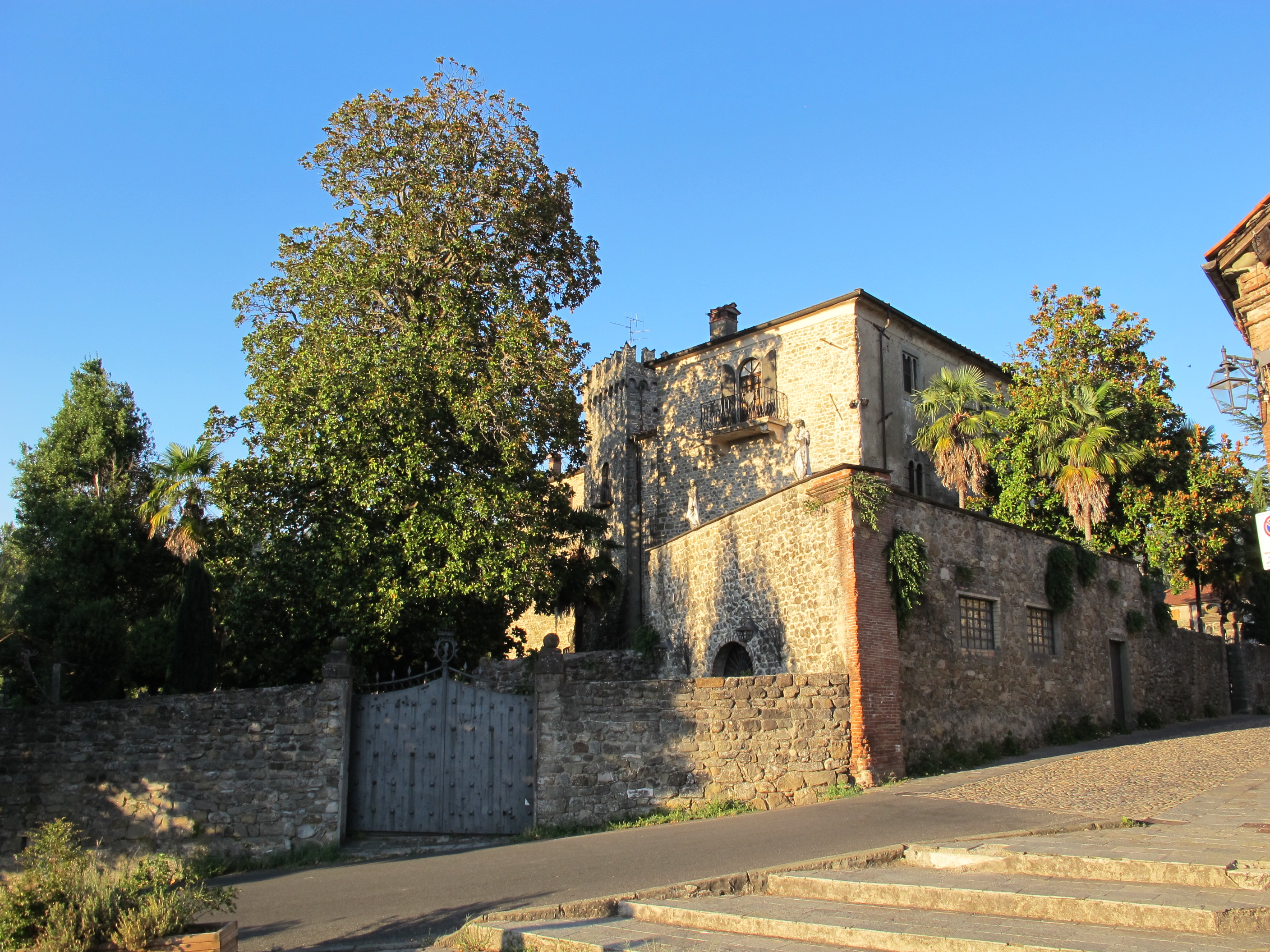
Château Malaspina.

La zone autour de Filattiera, comme tout le Val di Magra, est le produit des civilisations et des diverses dominations qui se sont succédé au fil du temps : des Ligures aux Romains, des Byzantins aux Lombards jusqu'aux Malaspina et aux Médicis.
- Le château de Filattiera (XIVe siècle).

## Administration
| Période                                  | Période | Identité | Étiquette | Qualité |
| ---------------------------------------- | ------- | -------- | --------- | ------- |
|                                          |         |          |           |         |
| Les données manquantes sont à compléter. |         |          |           |         |

### Hameaux
Caprio, Cavallana, Dobbiana, Gigliana, Lusignana, Migliarina, Ponticello, Rocca Sigillina, Scorcetoli (Stazione), Serravalle.

### Communes limitrophes
Bagnone, Corniglio, Mulazzo, Pontremoli, Villafranca in Lunigiana.